# Chocolate de tablilla
El chocolate de tablilla es un tipo de chocolate de origen mexicano, cuya su presentación corresponde a una tablilla redonda constituida por pedazos triangulares de chocolate. Es un ingrediente esencial en platillos tan importantes en la cocina mexicana como el mole poblano y el café de olla.
Se utiliza también para preparar bebidas típicamente mexicanas como el chocolate en agua y el chocolate con leche, además de pasteles y otro tipo de dulces. Es un tipo de chocolate muy simple que se obtiene de los mejores granos de cacao.
También, con el chocolate se pueden hacer paletas con moldes de figuras de muchos colores y sabores diferentes que se utilizan como un regalo o algún recuerdo en una fecha especial, combinado con cereal o amaranto es perfecto el sabor.
- Datos: Q5555446